# Frequency (Film)
Frequency (englisch für ‚Frequenz‘) ist ein US-amerikanisches Science-Fiction-Drama, in dem ein Polizist durch ungewöhnliche Umstände die Möglichkeit erhält, per Amateurfunkgerät mit seinem vor Jahrzehnten verstorbenen Vater in Kontakt zu treten. Die Hauptrollen spielten Dennis Quaid und James Caviezel. Der von New Line Cinema produzierte und von New Line Distribution vertriebene Film hatte seine Uraufführung am 28. April 2000. Die deutsche Erstaufführung war am 24. August 2000.
Von 2016 bis 2017 entstand ein gleichnamiger Serienableger, erneut unter Beteiligung von Autor Toby Emmerich.

## Handlung

### 1. Zeitlinie
Der verbitterte New Yorker Polizist John Sullivan hat sich eben von seiner großen Liebe Samantha getrennt. Im Fernsehen wird über neue Thesen zur Raumzeit-Krümmung (durch Masse, Strahlung oder Druck), verschiedene Dimensionen, Zeitlinien sowie Parallelwelten berichtet. Gleichzeitig verursachen ungewöhnlich starke Sonnenstürme auf der nördlichen Halbkugel der Erde des Nachts Polarlichter, die am Himmel aufleuchten. Dabei nimmt John mit dem alten Funkgerät seines Vaters Kontakt mit einem Unbekannten auf. Einige Unterhaltungen führen zu der Schlussfolgerung, dass Johns Gesprächspartner in der Vergangenheit lebt, und zwar 30 Jahre zurück. Es wird klar, dass es sich bei dem Gesprächspartner um Johns Vater Frank handelt. Frank war Feuerwehrmann und ist bei einer Rettungsaktion ums Leben gekommen, als John noch ein kleines Kind war.

### 2. Zeitlinie
Die Tipps des Sohnes helfen dem Feuerwehrmann, den tödlichen Unfall zu vermeiden. Der Moment des Unfalls wird von Franks Freunden und John jedes Jahr dazu genutzt, um zusammen zu sitzen und seiner Person zu gedenken. Aber am 30. Jahrestag findet die Überschneidung der verschiedenen Zeiten exakt in dieser Gedenkminute statt, was szenisch besonders dargestellt wird: So wird das Auge des Sohnes dargestellt, das sich um seine eigene Achse dreht. Das andere Leben, das John nun gemeinsam mit seinen Eltern erleben darf, spielt sich dabei vor dessen Augen wie ein neuer Film ab. Er hat nun die Erinnerungen an beide Elternteile – gleichwohl ist Johns Vater inzwischen an Lungenkrebs verstorben.
Nachdem Frank und John die Vergangenheit beeinflusst haben, wird nun in der neuen Zeit Johns Mutter Julia von einem Serienkiller getötet. Dieser wäre im Krankenhaus, in dem Johns Mutter arbeitet, an einer falschen Medikation verstorben, wenn Frank nicht überlebt hätte. In der nun beeinflussten Vergangenheit rettet Johns Mutter den Serienkiller, indem sie die falsche Medikation verhindert – in der 1. Zeitlinie wäre sie beim Begräbnis ihres verstorbenen Mannes auf dem Friedhof und nicht im Krankenhaus bei der Arbeit gewesen. Vater und Sohn begeben sich nun auf die Suche nach dem Mörder. Frank beobachtet die nächsten Opfer, die John ihm über Funk mitgeteilt hat, um den Mörder identifizieren zu können. Dieser bemerkt John, stellt ihn zur Rede und nimmt ihm nach einer Prügelei den Führerschein ab, wobei er seine Fingerabdrücke auf Franks Geldbörse hinterlässt. Frank deponiert die Börse an einer Stelle im Haus, aus der John diese in seiner Zeit, also Jahrzehnte später, wieder entnehmen kann. Mit den neuesten technischen Möglichkeiten kann er die Fingerabdrücke als die des Polizeibeamten Jack Shepard identifizieren. In der Vergangenheit kann so Shepard gestellt werden; er wird nach einem Handgemenge mit Frank für tot gehalten. In der Gegenwart dagegen ist Shepard nun, da sein Geheimnis gelüftet zu werden droht, hinter John her. Er taucht außerdem überraschend in der Vergangenheit auf, fesselt Frank mit Handschellen, will dessen Frau töten und nimmt noch den damals kleinen John als Geisel. Es kommt zu einem Kampf, bei dem die Kampfgeräusche aus der jeweils anderen Zeit per Funk hörbar sind. Frank befreit sich in der Vergangenheit, nimmt ein Gewehr und schießt dem Mörder eine Hand ab. Auch in der Gegenwart verschwindet daraufhin diese Hand, was Shepard davon abhält, John zu töten. Der um dreißig Jahre ältere Frank taucht in der Gegenwart auf und erschießt den seinen Sohn bedrohenden Shepard. Mit den Worten „Ich bin noch da, Häuptling!“ fällt er John in die Arme. Frank hat zwar den Lagerhausbrand 1969 überlebt, starb aber 20 Jahre später (im zweiten Szenario der Gegenwartsbeeinflussung) an Lungenkrebs. John warnte ihn aus der Zukunft, mit dem Rauchen aufzuhören. So erklärt sich, dass er nun plötzlich 1999 aus dem Hintergrund auftaucht, also noch lebt.

### 3. Zeitlinie
In der nun so ganz neu entstandenen dritten Zeitlinie ist erneut alles anders: John ist behütet von Vater und Mutter aufgewachsen, lebensfroh und mittlerweile selbst Vater eines Sohnes. Seine große Liebe Samantha, von der er sich in der ursprünglichen Zeitlinie gerade getrennt hatte, erwartet bereits sein zweites Kind. Sein bester Freund hat einen aus der Zukunft geschickten Tipp genutzt und mit Yahoo-Aktien ein Vermögen gemacht. Am Ende sind alle glücklich bei einem Baseballspiel vereint, und John erinnert sich an seine glückliche Jugend an der Seite seiner Eltern.

## Rezeption
Frequency erhielt ein gutes Presseecho, was sich auch in den Auswertungen US-amerikanischer Aggregatoren widerspiegelt. So erfasst Rotten Tomatoes überwiegend positive Besprechungen und ordnet den Film dementsprechend als „Zertifiziert Frisch“ ein. Laut Metacritic fallen die Bewertungen im Mittel „Grundsätzlich Wohlwollend“ aus. Die meisten Kritiker bemängeln das „unwissenschaftliche“ Drehbuch; die Vater-Sohn-Grundhandlung, die Darsteller und die effektvolle Regie werden dagegen meist positiv gewertet.
James Berardinelli kritisierte auf ReelViews, die Handlung sei nicht besonders wissenschaftlich konstruiert und der Film „beleidigte“ seine Intelligenz. Er lobte die Darstellungen von Dennis Quaid und James Caviezel.
Garth Brooks und Jenny Yates erhielten für When You Come Back To Me Again eine Nominierung für den Golden Globe Award. Frequency wurde für den Hugo Award in der seit dem Jahr 1960 existierenden Kategorie Best Dramatic Presentation nominiert. Dennis Quaid und James Caviezel wurden für den Blockbuster Entertainment Award nominiert. Der Film gewann den Saturn Award in der Kategorie Best Fantasy Film; Dennis Quaid und der Drehbuchautor Toby Emmerich wurden für diesen Preis nominiert.

## Belege und weiterführende Informationen
1. 1 2  Frequency. In: Lexikon des internationalen Films. Filmdienst, abgerufen am 28. Mai 2022.
2. ↑  Alterskennzeichnung für Frequency. Jugendmedienkommission.
3. ↑  Frequency (2000). In: American Film Institute. Abgerufen am 28. Mai 2022 (englisch).
4. ↑  NBC Plots ‘Frequency’ Reboot With ‘Supernatural’ Boss (Exclusive). In: The Hollywood Reporter. 13. November 2014, abgerufen am 28. Mai 2022 (englisch).
5. 1 2  Frequency. In: Rotten Tomatoes. Fandango, abgerufen am 27. Dezember 2024 (englisch, aggregiert aus 127 Kritiken).
6. 1 2  Frequency. In: Metacritic. Abgerufen am 27. Dezember 2024 (englisch, aggregiert aus 32 Kritiken).
7. ↑  Derek Armstrong: Kritik zu Frequency (Memento vom 6. August 2019 im Internet Archive) bei AllMovie (englisch)
8. ↑  Datenbankabfrage bei cinemascore.com
9. 1 2  Filmkritik von James Berardinelli
10. 1 2  Roger Ebert in der Chicago Sun Times.
11. ↑  Christoph Huber in allesfilm.com (Memento vom 28. September 2007 im Internet Archive).
12. ↑  The Golden Globe Nominations. In: news.bbc.co. 21. Dezember 2000, abgerufen am 28. Mai 2022 (englisch).
13. ↑  Hugo Awards 2001. In: Science Fiction Awards Database. Abgerufen am 28. Mai 2022 (englisch).
14. ↑  Best Fantasy Film. In: SaturnAwards.org. Abgerufen am 28. Mai 2022 (englisch).